# Leucocosmia ceres
Leucocosmia ceres är en fjärilsart som beskrevs av Butler 1886. Leucocosmia ceres ingår i släktet Leucocosmia och familjen nattflyn. Inga underarter finns listade i Catalogue of Life.